# Sakurjaya
Sakurjaya is een bestuurslaag in het regentschap Sumedang van de provincie West-Java, Indonesië. Sakurjaya telt 2896 inwoners (volkstelling 2010).